# Layton's Mystery Journey: Katrielle en het miljonairscomplot
Layton's Mystery Journey: Katrielle en het miljonairscomplot is een puzzel-avontuur-computerspel ontwikkeld door Level-5. Het spel is beschikbaar zijn voor iOS, Android, Nintendo 3DS en de Nintendo Switch. De smartphoneversie kwam uit op 20 juli 2017, de Nintendo 3DS-versie op 6 oktober 2017 en de Nintendo Switch versie op 8 november 2019.
In dit spel draait het om de dochter van professor Hershel Layton, Katrielle Layton.

## Spelervaring
Net als in de voorgaande delen moet de speler omgevingen verkennen, puzzels oplossen en mysteries ontrafelen. Het oplossen van puzzels levert picarats op: hoe minder fouten de speler maakt, hoe meer picarats een puzzel oplevert. Voor welke puzzel kunnen drie reguliere hints en één superhint worden gekocht met hintmunten die overal tijdens het verkennen te vinden zijn.
Anders dan in voorgaande delen verdwijnen puzzels nooit van hun originele plek en kan de speler terugkeren naar alle locaties om te zoeken naar puzzels. Per locatie staat aangegeven hoeveel puzzels en hintmunten er te vinden zijn en hoeveel daarvan gevonden zijn. Ook per zaak kan de speler deze informatie zien.
Net als in voorgaande delen heeft dit spel een aantal nieuwe minigames. Nieuwe uitdagingen worden vrijgespeeld door het oplossen van puzzels. De minigames zijn als volgt:
- Ideaal maal: Stel het ideale maal samen voor een aantal veeleisende gasten. Tover het perfecte voorafje, soep, hoofd- en nagerecht op tafel door na gasten en bekenden van gasten te luisteren voor aanwijzingen.
- Kooploopje: De speler moet de items zo in de winkel positioneren dat de klanten alles kopen dat de speler wil dat ze kopen. De klanten komen voor één specifiek item, maar zijn geïnteresseerd in meerdere items.
- Woelige warboel: Beweeg blokken op en neer om Sherl via een vluchtroute uit het asiel te helpen ontsnappen. Het aantal zetten is beperkt en het level bevat een aantal obstakels.

Er zijn in totaal 185 puzzels te vinden, waarvan 170 in het verhaal en vijftien in 'Kats Hersenbrekers'. Wanneer de speler verbonden is met Nintendo Network zijn er 383 dagelijkse puzzels beschikbaar. Deze puzzels verschenen een jaar lang wekelijks (dus zeven per keer), sinds een jaar na de verschijningsdatum van de game zijn alle dagelijkse puzzels in een keer beschikbaar.

## Verhaal

### Synopsis
"Het verhaal begint dit keer op het moment dat Katrielle haar Layton Detective Agency opricht op Chancer Lane, vastberaden om zich te bewijzen en hopend dat de belangstelling voor haar bureau zal leiden tot aanwijzingen over haar vermiste vader. Op haar trouwe fiets verplaatst Katrielle zich door Londen, waar ze de ene na de andere onwaarschijnlijke zaak oplost. Zo raakt ze verstrikt in een raadselachtig avontuur dat uiteindelijk leidt tot de ontdekking van een samenzwering van miljonairs." (Nintendo, 2017)

### Samenvatting
Proloog - Lady en de Vagehond: Een kind rent in de dichte mist achter haar vader Professor Layton aan en roept om hem. De dikke mist slokt hen beiden op, waarna een volwassen Katrielle wakker schrikt uit haar nachtmerrie.  Vandaag opent ze haar eigen detectivebureau, met de hulp van haar assistent Monty Peynful. Er meldt zich een pratende, aan geheugenverlies lijdende hond die wil dat Katrielle uitzoekt wie hij is. Ze geven de hond de naam Sherl O.C. Kholmes, naar de beroemde Sherlock Holmes. Commissaris Hastings stormt het kantoor binnen met een belangrijke zaak voor Laytons detectivebureau.
Zaak 01 - Per seconde wijzer: De kleine wijzer van een de vier klokken van de Big Ben is verdwenen. Een ambassadeur zal aanwezig zijn bij een evenement dat uitzicht heeft of de Elizabeth Tower. Om geen modderfiguur te slaan moet de dief worden opgepakt voordat het evenement plaatsvindt. Het blijkt dat monteur Olav de wijzer per ongeluk kapot heeft laten vallen en zijn tweelingbroer, banketbakker Benjamin heeft gevraagd om een nieuwe wijzer van wafel te maken. Tijdens een nachtelijke regenbui is de wijzer opgelost in de regen.
Zaak 02 - Tragedie op de Theems: Commissaris Hastings belt met de mededeling dat er een moord is gepleegd tijdens Oeverfestival. De politie heeft nog geen officieel statement gegeven en de kranten hebben er nog niet over geschreven. Er is een persoon in de rivier geduwd en een andere persoon is er vanaf de overkant achteraan gesprongen. Het Romeo en Julia-achtige tafereel blijkt een reënscenering uit de koker van burgemeester Engels. Zij heeft het spektakel in scène gezet om het Oeverfestival, dat zij een warm hart toe draagt, nieuw leven in te blazen.
Zaak 03 - De gestolen kus: Monty heeft vrijkaarten gewonnen voor de première van de film Is alles liefde? en neemt Katrielle mee naar de bioscoop. Een kus tussen de twee hoofdpersonen in de film moest de grote climax zijn, maar die scène blijkt verdwenen.  Het blijkt dat Kopie Krauw, de beo van filmoperateur Phil M. Rol, op de filmrol heeft gepoept. Rol is gek van projectieapparaten en kon het niet over zijn hart verkrijgen om een bevuilde filmrol in het projectieapparaat te stoppen. Hij knipte daarom een stuk van de film af.
Zaak 04 - Een katastrofe in Londen: Madame Trijntje Grootekin heeft Layton gevraagd om haar te helpen: Minoezepoes is verdwenen! Tot haar onvrede staat niet de professor, maar zijn dochter voor de deur. Katrielle grijpt haar kans om zichzelf te bewijzen als bekwame speurneus. Alle kattenspeeltjes, -schilderijen en -snuisterijtjes blijken een misleiding, want Minoezepoes blijkt een leguaan. Katrielle slaagt er in om Grootekin huisdier veilig terug te brengen.
Zaak 05 - Het spook van de opera: Het lijkt te spoken in de villa van Remi List, die haar ouders verloor in een tragisch ongeluk. De spookverhalen die de ronde gaan blijken zelf verzonnen door Remi. Zij is eenzaam en op zoek naar gezelschap. Met haar zelf gecreëerde verhalen lokt ze spokenjagers naar de villa.
Zaak 06 - Gejaagd door de wind: Penny Teller, algemeen directeur van de Lage Rente Bank, meent dat er honderd miljoen pond uit de kluis is verdwenen en bankeigenaar Kas Graayer vraagt Katrielle uit te zoeken wat er is gebeurd. Het blijkt niet om een diefstal te gaan. Door een defect in de gloednieuwe bankkluis is het geld in het ventilatiesysteem gezogen en boven de stad uitgeblazen. Meneer Graayer ziet het als een geluk bij een ongeluk dat het defect is ontdekt voordat de kluis aan andere banken is verkocht, waardoor de schade beperkt blijft.
Zaak 07 - Ratman keert terug: Clay T.S. Majoor, hoofdredacteur van de Londen Times, vraagt Juffrouw Layton om onderzoek te doen naar de mysterieuze superheld Ratman, die drie maanden geleden uit het zicht verdween. Het blijkt dat Guus Fortuin, eigenaar van de krant, in de huid kroop van Ratman om de verkoop van zijn kranten en tijdschriften te bevorderen. Nadat hij vader werd, hing hij zijn superheldenpak aan de wilgen.
Zaak 08 - Godin van de Theems: Katrielle en haar assistent zijn uitgenodigd voor de feestelijke eerste vaart van het luxe cruiseschip van Mark Nautilus. Op het dek staat een enorm godinnenbeeld en op de boot zijn kleine engelbeeldjes verstopt. Als iedereen terugkeert van de georganiseerde zoektocht is het godinnenbeeld verdwenen. Kapiteit Goudhaen en zijn bemanning hebben het beeld aan een touw in het water laten zakken. De kapitein wilde het beeld verkopen, zodat hij zijn geliefde boot terug zou kunnen terugkopen.
Zaak 09 - Hastings op vakantie in Londen: Commissaris Hastings vraagt Katrielle en Monty om een cadeau voor zijn jarige vrouw te kopen, maar het is Godwin-Dag dus iedereen is vrij en de winkels zijn gesloten. Dankzij advies van anderen komt Katrielle op een origineel idee: ze doet bij honderden huishoudens een briefje in de bus en regelt dat iedereen met licht een speciale verjaardagsgroet schrijft.
Zaak 10 - Monty's dagboek: Deze zaak gaat terug naar het moment waarop Monty voor het eerst kennis maakt met Katrielle. Hij wordt als verdachte ondervraagd door Commissaris Hastings over de diefstal van de papers van Dr. Plant. Aan Juffrouw Layton de taak om zijn onschuld te bewijzen. Dr. Plant blijkt zelf het onderzoeksmateriaal te hebben vernietigd. Hij zou de documenten waar reikhalzend naar werd uitgekeken nooit op tijd kunnen inleveren.
Zaak 11 - Katrielle Layton: GEZOCHT!: Juffrouw Fortuna van kledingwinkel Klavertje Vier is vermoord. Hoofdcommissaris Fearsom is tot de conclusie gekomen dat Katrielle de moordenaar is. Monty leidt de politie af en Katrielle vlucht samen met Sherl. Gina voorziet dat Katrielle per boot wil vluchten, dus Fearsom staat haar in de werf op te wachten. Het lukt haar om te ontkomen en terug te keren naar de plaats delict, waar gek genoeg geen politie is. Gina is daar ook en blijkt Katrielle te willen helpen. Ze overhandigd haar het autopsierapport. Juffrouw Fortuna's dood blijkt een noodlottig ongeval. Fearsom wist dat, maar beschuldigt Katrielle om zijn rivaal Hastings in diskrediet te brengen.
Zaak 12 - De puzzel voor een miljoen pond: Er komt een mysterieuze uitnodiging van ene heer Adamant binnen op het detectivebureau. De genodigde voor het puzzelfeest maken kans om het Reijckaerdt-fortuin te winnen. De Zeven Giganten moeten daarvoor hun fortuin op het spel zetten, maar doen vreemd genoeg mee. Het blijkt dat Monty in werkelijkheid Ereis Reijckaerdt heet en zich voordoet als Adamant. Hij beloofde zijn wijlen moeder om zijn grootvader te wreken. De Giganten zouden hun rijkdom hebben vergaard door een mijn te stelen van de familie Reijckaerdt. Dit blijkt echter niet waar, de Katrielle en de Giganten vergeven hem.

### Epiloog
Het bureau is nu een maand open en Katrielle heeft nog een clou waar haar vader is, maar zal niet opgeven tot zij hem gevonden heeft. Ze zegt dat ze het raadsel dat haar vader haar gaf heeft opgelost: "Als je niet echt mijn kind bent, wie ben je dan eigenlijk?" De monden van Sherl en Monty vallen open van verbazing. 

## Rolverdeling
In de aftiteling van het spel worden onderstaande stemacteurs vermeld. Daarbij wordt niet vermeld welk personage of welke personages zij hebben ingesproken. 
| Stemacteur         | Rol                 |
| ------------------ | ------------------- |
| Barbara Sloesen    | Gina Opponente      |
| Canick Hermans     |                     |
| Daan van Rijssel   |                     |
| Erik van der Horst |                     |
| Finn Poncin        |                     |
| Huub Dikstaal      |                     |
| Hymke de Vries     |                     |
| Ilse Warringa      | Burgemeester Engels |
| Joey Schalker      |                     |
| Joost Claes        |                     |
| Jurjen van Loon    |                     |
| Marjolein Algera   |                     |
| Nina Meijer        |                     |
| Ruben Lursen       |                     |
| Rutger Le Poole    |                     |